# 우에노 사키
우에노 사키(일본어: 上野 紗稀, 1994년 11월 20일 ~ )는 일본의 여자 축구 선수이다.

## 국가대표팀 경력
그녀는 2013년 9월 26일 나이지리아과의 경기에서 일본 국가대표팀에 데뷔했다.

## 통계
| 일본 | 일본 | 일본 |
| 연도 | 출전 | 득점 |
| ---- | ---- | ---- |
| 2013 | 1    | 0    |
| 통산 | 1    | 0    |